# Sphaeroma bigranulatum
Sphaeroma bigranulatum là một loài chân đều trong họ Sphaeromatidae. Loài này được Budde-Lund miêu tả khoa học năm 1908.